# Macrobiotus madegassus
Macrobiotus madegassus är en djurart som tillhör fylumet trögkrypare, och som beskrevs av Walter Maucci 1993. Macrobiotus madegassus ingår i släktet Macrobiotus och familjen Macrobiotidae. Inga underarter finns listade i Catalogue of Life.